# 의림지동
의림지동(義林池洞)은 대한민국 충청북도 제천시의 행정동이다.

## 개요
의림지동은 제천 제일의 비경인 의림지를 끼고 있는 도.농 복합지역이며, 근교농업이 발달한 곳이다. 고암동은 군소 공장과 아파트 밀집지역이며, 농촌지역으로 형성되어 있으며, 모산동은 대부분 농촌 지역으로 의림지 주변에 위치하고 있다.
2017년 1월 1일부로 행정동 명칭을 의암동에서 의림지동으로 변경하였다.

## 법정동
- 고암동(古岩洞)
- 모산동(茅山洞)

## 교육
- 홍광초등학교
- 세명고등학교
- 세명대학교

## 고암동
(아파트)
- - 고암 주공1차 아파트 - 1986년 2월 입주 /
  - 부강아파트 - 1988년 11월 입주 /
  - 금용아파트 - 1993년 7월 입주 /
  - 고암 두진백로 아파트 - 1997년 10월 입주 /
  - 고암에이원 파란채 아파트 - 2008년 7월 입주 /
  - 고암 주공2차 아파트 - 2009년 7월 입주 /
  - 고암오네뜨 프라임 - 2017년 12월 입주 /

(편의시설)
- 홍광초등학교
- 투썸플레이스 고암케이원점
- 솔다람쥐숲
- 제천 명지병원
- 제천 의림지동 행정복지센터

## 모산동
(편의시설)
- 용두산
- 의림지
- 비룡담저수지
- 의림지솔밭공원
- 세명고등학교
- 세명대학교
- 의림지 역사박물관
- 의림지 파크랜드